# Aldis Kušķis
Aldis Kušķis (Riga, 6 d'octubre de 1965) és un polític letó. Des del 2004 fins al 2009 va ser membre del Parlament Europeu en representació del Partit de la Nova Era; part del Partit Popular Europeu.